# Rhodostemonodaphne miranda
Rhodostemonodaphne miranda är en lagerväxtart som först beskrevs av Sandw., och fick sitt nu gällande namn av J.G. Rohwer. Rhodostemonodaphne miranda ingår i släktet Rhodostemonodaphne och familjen lagerväxter. Inga underarter finns listade i Catalogue of Life.